# Chris Hero
Chris Spradlin (Dayton, n. 24 de dezembro de 1979) é um wrestler profissional estadunidense, mais conhecido pelo seu ring name Chris Hero. Que atualmente trabalha para a WWE no programa NXT sob o nome de Kassius Ohno, Hero é conhecido por lutar em várias promoções de wrestling profissional, incluindo Pro Wrestling Guerrilla e Ring of Honor, e na Pro Wrestling NOAH no Japão. Ele também é conhecido pelo seu tempo na Independent Wrestling Association Mid-South, Combat Zone Wrestling e Chikara, onde ele era o treinador co-diretor do Chikara Wrestle Factory. Hero também é um ex-campeão mundial, por três vezes deteve o CZW World Heavyweight Championship.

## Carreira

### Treinamento e início de carreira
Após graduar-se na Northmont High School, em Clayton, Ohio, Spradlin decidiu treinar como wrestler profissional no verão de 1998. Depois de passar por um treinamento inicial em Middletown, Ohio, Spradlin estreou em 12 de setembro de 1998, em Xenia, Ohio luta Shawn "HeartThrob" Halsey na promoção Unified Championship Wrestling. A formação inicial de Spradlin foi em Middletown, e estava sob a supervisão de um promotor chamado Gary Goffinet. Spradlin treinou por pouco tempo ao lado de seu amigo, Adam Ghazee, que atuava com o ring name Bo Dacious. Bo havia treinado anteriormente com Charlie Fulton na Monster Factory. Por sugestão de Matt Stryker, Spradlin treinou em Cincinnati com Les Thatcher,baseado no treinamento da HWA Main Event Wrestling Camp entre maio de 1999 e novembro de 1999. Em dezembro de 1999, ele viajou para Ocala, Florida para treinar com Dory Funk, Jr. na Funkin' Conservatory.
Spradlin lutou vestindo uma T-shirt escrito "wifebeater", e começou a usar o ring name "Wife Beater". Ele continuou usando o personagem Wife Beater até que um grupo de mulheres, ofendidas com a gimmick, organizaram um boicote em um show que Spradlin estava lutando em Platteville, Wisconsin. O personagem foi discutido no talk show Politically Incorrect, embora Spradlin não fora mencionado pelo nome. Depois Spradlin foi agendado para uma série de lutas para toda a família na NWA West Virginia / Ohio, onde ele mudou seu ring name para "Chris Hero". Ele fez suas últimas lutas como Wife Beater em 2000.
Em 2000, Hero começou a trabalhar em Indiana, onde recebeu um trinamento complementar de Ian Rotten. Nos anos seguintes, Chris passou um bom tempo trabalhando com Tracy Smothers na IWA Mid-South e ele diz que Smothers é um mentor dele. Em outubro de 2002, Hero participou do  Blue Bloods Wrestling Camp, operado pelos lutadores ingleses Dave Taylor e William Regal e pelo norte-irlandês Dave Finlay. Em julho de 2003, a Chikara trouxe Skayde do Último Dragón Toryumon Gym na Cidade do México para ensinar lucha libre. Herói participou das sessões de treinamento e foi capaz de adicionar um novo estilo ao seu repertório. Ele freqüentou sessões de Skayde em Minnesota, Pensilvânia e Cidade do México entre 2003 e 2006.

### Independent Wrestling Association Mid-South (2000 – 2007)
Hero estreou pela IWA Mid-South em 1 de julho de 2000, perdendo para Harry Palmer. Em seu primeiro ano na promoção, ele ganhou o torneio Sweet Science 16(agora conhecido como Ted Petty Invitational ou TPI), derrotando quatro outros lutadores para vencer(Colt Cabana, American Kickboxer, Ace Steel e Harry Palmer ), e sem sucesso, desafiou Sabu para o NWA World Heavyweight Championship no Bloodfeast 2000. Hero foi envolvido em feuds com o Suicide Kid, American Kickboxer, Mark Wolf e Rugby Thug.
Em 20 de outubro de 2001, em Charlestown, Indiana, Hero venceu o IWA Mid-South Heavyweight Championship da Trent Baker. Ele manteve o cinturão até 5 de dezembro daquele ano, quando perdeu para CM Punk. Ele recuperou o título em 12 de julho de 2002, em Clarksville, Indiana, derrotando Colt Cabana, e perdeu para M-Dogg 20 três meses depois, em 5 de outubro em Clarksville. Ele ganhou o título pela terceira vez em 7 de fevereiro de 2003, em Clarksville, derrotando CM Punk em uma luta que durou mais de noventa minutos. Seu reinado durou terceiro até 7 de junho, quando perdeu para Mark Wolf. Hero recuperou o título em uma luta com Danny Daniels em 12 de julho de 2003, depois de Mark Wolf já havia desocupado o título. Hero perdeu o cinturão pela última vez para Danny Daniels menos de um mês depois, em 2 de agosto.
Durante o outono de 2005, Hero e Arik Cannon continaram a sua rivalidade que havia começado anos antes, na IWA-MS. No final do mesmo ano, Hero se tornou um vilão após ter sido eliminado por Cannon na terceira rodada do TPI de 2005. Mais tarde, ele virou as costas para Rotten, seus estagiários Trik Davis, Knuckles Mickie, Bryce Remsburg e todos os outros que tinham amizade com ele. Hero, destruiu o cinturão IWA Mid South Heavyweight. No final de 2005, ganhou o torneio anual Revolution Strong Style, derrotando Necro Butcher nas finais.

### Chikara

#### The SuperFriends (2002 – 2005)
Em 25 de maio de 2002, no evento inaugural da Chikara, Hero se uniu com CM Punk e Colt Cabana, e formaram a Gold Bond Mafia, e perderam para o The Black T-Shirt Squad de Reckless Youth, Mike Quackenbush e Don Montoya. Em julho de 2003, a equipe de Chris Hero e Mike Quackenbush, o "SuperFriends", foi formado. Os SuperFriends derrotaram Toryumon (Skayde e Koichiro Arai), na primeira rodada do 2003 Tag World Grand Prix, em seguida, lutaram contra Swi$$ Money Holding(Claudio Castagnoli e Ares), em uma luta com tempo limite de 30 minutos, eliminando as duas equipes do torneio. Em julho de 2004, o Hero se mudou para Pensilvânia para trabalhar ao lado de Mike Quackenbush no Chikara Wrestle Factory. Em abril de 2005, a escola mudou-se de Allentown, Pensilvânia, para a antiga Arena ECW, na Filadélfia, Pensilvânia. A escola foi renomeada a CZW / Chikara Wrestle Factory e tornou-se operado por Quackenbush, Hero e Jorge "Skayde" Rivera. Em fevereiro de 2005, os SuperFriends chegaram até as finais do terceiro dia da Tag World Grand Prix. Na luta final, Hero formou uma aliança com Claudio Castagnoli e Arik Cannon. Mais tarde, ele referiu-se ao trio como "The Kings of Wrestling".

#### Kings of Wrestling (2005 – 2007)
O grupo de Hero rivalizou com Quackenbush e seus aliados em 2005. No encerramento da "temporada", Arik Cannon saiu do grupo, deixando Hero e Castagnoli como os restantes do "Kings of Wrestling". Na abertura da "temporada" 2006 da Chikara, Hero e Castagnoli derrotaram Equinox e Hydra, Sumie Sakai e RANMARU, a North Star Express (Ryan Cruz e Darin Corbin), Incoherence (Hallowicked e Delirious) e, finalmente, Team Dragondoor (Skayde e Milano Colecção AT) para se tornar os primeiros Chikara Campeones de Parejas. Em 17 de novembro de 2006 no programa Brick em Reading Pennsylvania, Hero e Castagnoli perderam os títulos para Team F.I.S.T (Icarus e Gran Akuma) em uma  2 out of 3 falls match. Após o combate, foi desfeito o Kings of Wrestling. Isso foi devido a Castagnoli assinar um contrato de desenvolvimento com a World Wrestling Entertainment. Em fevereiro, no King of Trios, Hero se juntou com o Team F.I.S.T para entrar no torneio. No entanto, o Hero estava programado para fazer sua estreia na Pro Wrestling NOAH no Japão, então o Team F.I.S.T disse a Hero que não o queria e então, chamaram Chuck Taylor.
Por outro lado, Chris Hero teve seus olhos postos em outras coisas quando ele voltou para Chikara em março de 2007. Depois de Claudio Castagnoli, que tinha ido para a WWE e derrotado vários adversários, Hero parecia focado em obter sua vingança contra seu ex-parceiro, então decidiu que queria ganhar de volta o controle de Castagnoli. Em abril no torneio da Chikara, Rey De Voladores, Chris Hero enfrentou Claudio Castagnoli em uma luta não válida pelo torneio, no qual o vencedor ganharia o controle do perdedor. Mike Quackenbush foi special referee na luta. Chris Hero venceu a partida, forçando Castagnoli voltar sob o controle de Hero. No mês seguinte, Hero, Castagnoli e Larry Sweeney juntaram com Icarus, Gran Akuma e Chuck Taylor para formar novamente os Kings of Wrestling, só que agora como uma superstable.
Hero enfrentou "Lightning" Mike Quackenbush no Chikara "Aniversario?" de 26 de maio. Quackenbush venceu a luta com a sua nova submissão, o Chikara Special, um movimento que Lince Dorado, El Pantera, Equinox e Claudio Castagnoli usaram para derrotar Hero durante o verão de 2007. Muitos sugeriram que Hero foi afetado por uma maldição e não foi capaz de fugir deste movimento. Depois Hero perdeu novamente para Equinox, desta vez em uma tag team match em Reading, Pensilvânia, em 16 de novembro de 2007, onde Hero rasgou a máscara de Equinox. Leonard F. Chikarason interveio e programou Hero vs. Equinox em uma luta Mascara contra Caballera (Mask vs. Hair match) na noite seguinte em Hellertown, Pensilvânia. No decorrer da luta, Equinox conseguiu aplicar o Chikara Special, só que Hero bloqueou o movimento e reverteu em um Chikara Special de sua autoria. Após a derrota, Equinox foi forçado a se desmascarar. Hero disse a multidão, que o homem atrás da máscara era Vin Gerard, um luchador impostor. Anteriormente, Gerard havia participado do Chikara Wrestle Factory e treinou com Hero e Quackenbush. Como Gerard não foi capaz de conseguir um contrato com a Chikara, ele decidiu criar uma identidade falsa a fim de lutar pela Chikara.
No final de 2007, Hero deixou vago o seu lugar como treinador-chefe da Chikara Wrestle Factory. Seu lugar foi assumido por seu aluno e ex-parceiro, Claudio Castagnoli. Em 9 de dezembro de 2007, no Stephen Colbert> Bill O'Reilly Hero perdeu uma luta contra Castagnoli e não voltou para a empresa desde então.

### Combat Zone Wrestling (2002 – 2007, 2010)

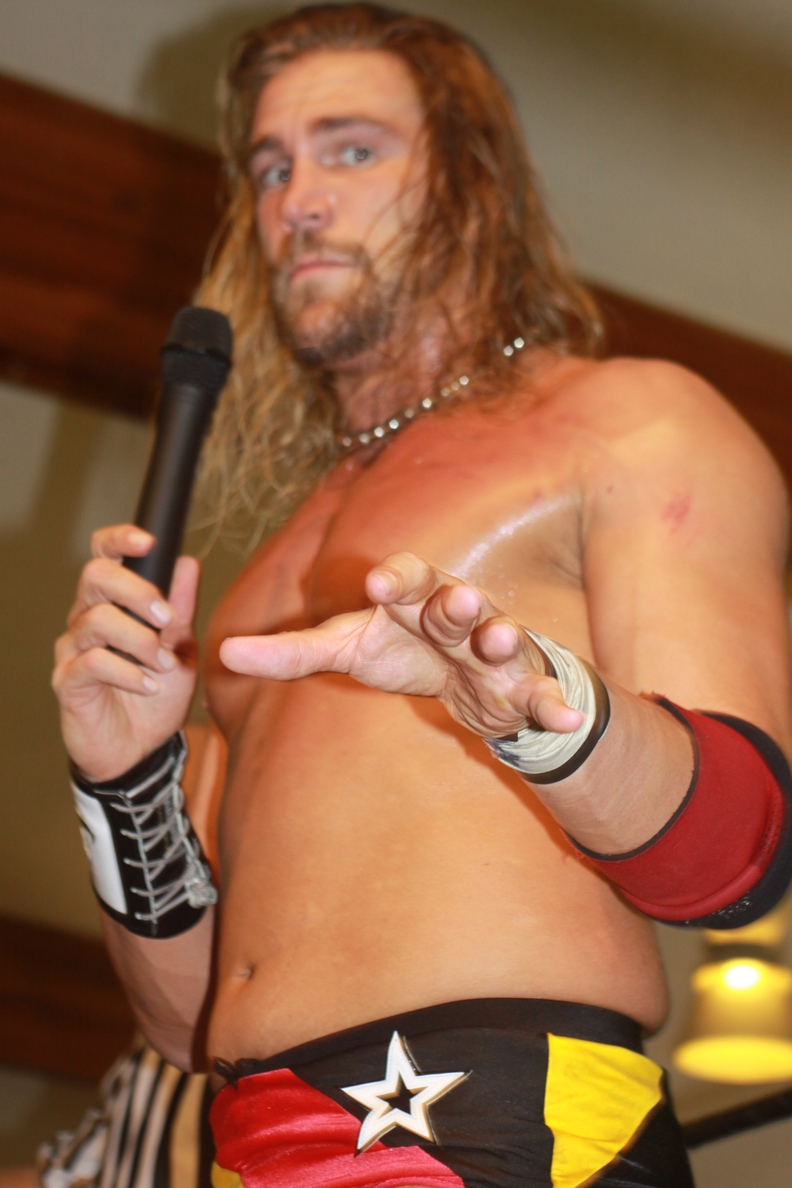
Hero em 2009

Em maio de 2002, Hero esteiou na Combat Zone Wrestling, contra Ruckus. Em sua segunda luta, Hero se uniu com B-Boy contra Nate Hatred e Nick Gage, em uma luta que terminou em um desastre.[carece de fontes?] Hero voltou a lutar na CZW pela terceira vez no outono de 2003, e desta vez ele garantiu seu lugar regular no plantel. Declarando-se o "Savior" da CZW, Hero derrotou Jimmy Rave em 1 de maio de 2004, para se tornar o primeiro Ironman Champion. Ele se tornou o lutador com o maior reinado como Ironman Champion antes de perder o cinturão para B-Boy no evento de fim de ano da CZW, o Cage of Death, em 11 de dezembro de 2004. Hero recrutou Claudio Castagnoli e Blackjack Marciano e formaram o trio "Few Good Men", mas logo em seguida, Marciano se desligou do wrestling, deixando Hero e Castagnoli como uma tag team, chamando-se "Kings of Wrestling". Em 10 de setembro de 2005, a dupla derrotou os Tough Crazy Bastards (Necro Butcher e Toby Klein) para se tornarem os CZW Tag Team Champions. Hero e Castagnoli defenderam os cinturões, com sucesso, em uma luta contra Eddie Kingston e Joker. Enquanto Hero e Castagnoli mantiveram os cinturões, a rivalidade com a BLKOUT continuou.
Em 13 de maio de 2006, Chris Hero estava programado para participar do torneio Best of the Best. No entanto, o Hero deu o seu lugar para o CZW World Heavyweight Champion, Ruckus, que lhe prometeu uma luta pelo título em troca. Quando Ruckus ganhou o torneio Best of the Best, Hero pediu imediatamente a luta pelo título, e ganhou pela primeira vez o CZW World Heavyweight Championship. Hero defendeu com sucesso o cinturão contra Claudio Castagnoli e Necro Butcher. No Chri$ Ca$h Memorial Show, Eddie Kingston aceitou o desafio de Hero e derrotou-o a se tornar o novo CZW World Heavyweight Champion. Em 14 de outubro de 2006, os Kings of Wrestling derrotaram o Team Masturbation (Beef Wellington e Excalibur) no primeiro turno, o BLKOUT (Ruckus e Human Tornado) no segundo turno, e a equipe improvisada de Justice Pain e Human Tornado em um torneio de uma noite no show CZW "Last Team Standing", para se tornarem pela segunda vez CZW Tag Team Champions.
Depois surgiram notícias de que Castagnoli estava indo para a WWE, ele e Hero perderam os cinturões para o BLKOUT (Sabian e Robbie Mireno) em 11 de novembro de 2006. No sábado 07 abril de 2007, no Out with the Old, in With the New, Hero teria de enfrentar o rival Eddie Kingston, em uma luta onde o perdedor seria forçado a deixar a Combat Zone Wrestling. Hero foi derrotado e após a luta fez um discurso de despedida. Após este discurso, o proprietário da CZW John Zandig agradeceu Hero por tudo que ele tinha feito pela CZW, incluindo a guerra com a Ring of Honor.
Mais de três anos depois, em 12 de junho de 2010, o Hero fez um retorno a CZW, em uma luta contra Egotistico Fantastico, onde saiu derrotado.

### Total Nonstop Action Wrestling (2003 – 2004)
Herói lutou pela Total Nonstop Action Wrestling entre 2003 e 2004. Ele viajou ao lado de Nate Webb e Dave Prazak para Nashville, Tennessee, a pedido de Bill Behrens. Hero lutou em várias gravações da Impact! Xplosion. Apesar de nunca ter aparecido em nenhum pay per view, ele está presente nos cartões colecionáveis da TNA.

### Pro Wrestling Guerrilla (2004 – 2011)
Sua primeira aparição para a promoção do sul da Califórnia, a Pro Wrestling Guerrilla foi em janeiro de 2004 no torneio Tango and Cash Invitational para determinar os primeiros PWG Tag Team Champions. Ele e seu parceiro CM Punk derrotaram The Messiah e Christopher Daniels na primeira rodada, os Thomaselli Brothers na segunda rodada, mas perderam para o B-Boy e Homicide na terceira rodada. Ele fez a sua terceira aparição oito meses depois, em um luta contra o Super Dragon, onde saiu derrotado. Em 2005, no All Star Weekend - One Night, Hero derrotou Chris Sabin. Mais tarde na mesma noite, Hero apareceu e desafiou Christopher Daniels para o TNA X Division Championship. Daniels aceitou e derrotou Hero na noite seguinte. Poucos meses depois, no entanto, no Zombies (Shouldn't Run), Daniels se recusou a colocar o título em jogo contra Hero, mas Hero o venceu em uma luta não válida pelo título. No After School Special, Hero se tornou um dos alvos de Joey Ryan, para que Ryan pudesse provar que ele era o melhor wrestler técnico, no entanto, Hero parecia estar mal, então Scott Lost ajudou Ryan a vencê-lo. Como resultado da interferência, Hero teve uma luta contra Lost no show seguinte, e o derrotou. Em 4 de fevereiro de 2008, no Card Subject to Change 2, Hero com Claudio Castagnoli desafiaram Super Dragon e Davey Richards para o campeonato de tag team, mas não conseguiram vence-los em 50 minute match. Herói também competiu na 2006 Battle of Los Angeles, mas perdeu para a Genki Horiguchi na primeira rodada. Hero se junto novamente com Claudio Castagnoli no torneio DDT 4, mas perdeu na primeira rodada para os Briscoes. Eles se juntaram com os Trailer Park Boyz (Josh Abercrombie e Nate Webb) em uma 8 man tag team na segunda noite do fim de semana, onde saíram-se vencedores.

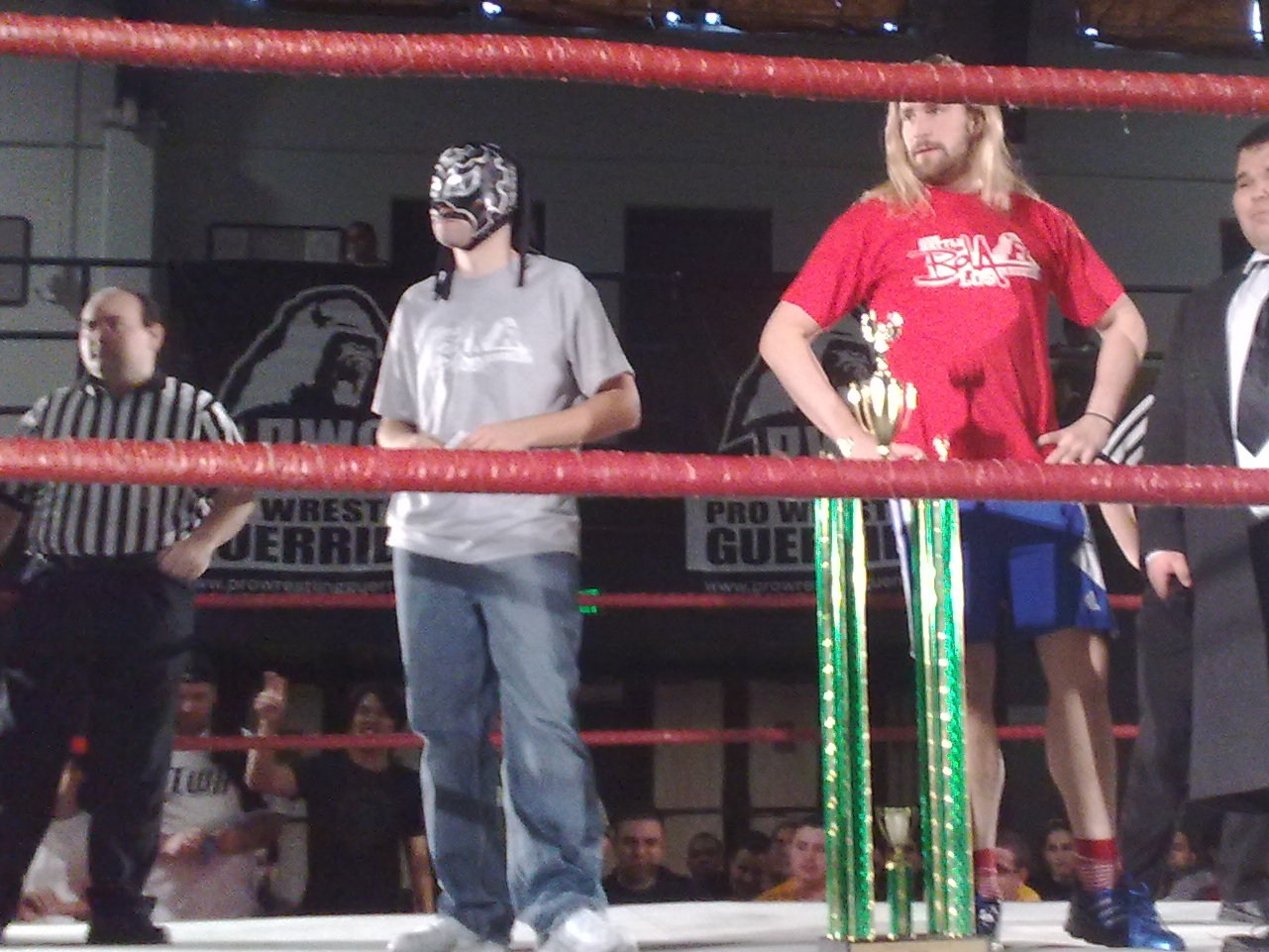
Hero (direita) no ringue com Excalibur na 2008 Battle of Los Angeles

Em setembro de 2007, Hero entrou numa rivalidade com The Human Tornado depois de salvar Candice LeRae de seu cafetão abusivo na segunda noite da 2007 Battle of Los Angeles. A rivalidade culminou em 6 de julho de 2008, no Life During Wartime em uma Guerrilla Warfare steel cage match, onde Hero derrotou Tornado para se tornar o novo PWG World Champion. Hero competiu na 2008 Battle of Los Angeles, onde derrotou Necro Butcher na primeira rodada, Scott Lost na segunda rodada, e Bryan Danielson nas semifinais. Nas finais do  torneio Hero foi derrotado por Low Ki, em uma luta apenas com a corda de cima do ringue, as outras cordas tinham sido danificadas na luta anterior. O cinturão de Hero não estava em jogo, mas Low Ki foi nomeado o #1 Contender para o cinturão após a luta. Ki acabou assinando com a World Wrestling Entertainment e deixando a PWG antes que ele pudesse desafiar Hero pelo cinturão.
Hero defendeu com sucesso o cinturão em uma 3-way contra Human Tornado e Colt Cabana em 21 de fevereiro de 2009, no Express Written Consent e em 12 de abril no One Hundred, derrotou Cabana em uma singles match. Em 22 de maio de 2009, no DDT4, Hero derrotou Joey Ryan para reter o cinturão. Após a partida Ryan estava segurando o cinurão e ofereceu um aperto de mão a Hero, mas bateu na mão de Ryan e disse: "Só faltam mais três meses puta!" (referindo-se a Ryan sendo o PWG World Champion mais longo de todos os tempos) e saiu. Em 31 de julho no Threemendous II Hero derrotou Ryan em uma Guerrilla Warfare match para garantir que em 17 de agosto ele se tornasse o campeão de maior reinado de todos os tempos. Em 4 de setembro de 2009, no Guerre Sans Frontières Bryan Danielson derrotou Hero para acabar com seu reinado de 425 dias.
Após a perda de seu título, Hero decidiu voltar a usar seu moveset anterior, a fim de recuperá-lo, e derrotou El Generico em 2 de outubro no Against the Grain com o moveset Hero's Welcome, em vez de usar suas diversas cotoveladas. Como Danielson foi forçado a desocupar o título mundial, devido assinar com a World Wrestling Entertainment, a 2009 Battle of Los Angeles teve o World Championship em jogo. Hero optou por usar seu contrato de revanche após a conclusão do torneio, mas em 30 de julho de 2010 Hero foi derrotado pelo atual campeão Davey Richards. Em setembro Hero entrou na 2010 Battle of Los Angeles, derrotando Christopher Daniels na primeira rodada. Hero derrotou na noite seguinte Akira Tozawa e Brandon Gatson para ir as finas, onde foi derrotado por Joey Ryan. Após o torneio Hero teve outra chance de disputar o PWG World Championship, quando ele e outros três semifinalistas da Battle of Los Angeles (Brandon Gatson, Claudio Castagnoli e Joey Ryan) foram colocados em four–way match para determinar o novo campeão, depois que Davey Richards tinha deixado o título vago. No entanto, em 9 de outubro de 2010, no The Curse of Guerrilla Island, Hero derrotu Claudio Castagnoli derrotou em uma luta valendo o PWG World Championship. No evento seguinte em 11 de dezembro de 2010, Hero e Castagnoli, sem sucesso, desafiaram  ¡Peligro Abejas! (El Generico e Paul London) pelo PWG World Tag Team Championship. Em 4 de março de 2011, Hero e Castagnoli entaram torneio 2011 DDT 4, derrotando os Cutler Brothers (Brandon e Dustin Cutler) na primeira rodada. No entanto, nas semifinais do torneio, os Kings of Wrestling perderam a luta para os Nightmare Violence Connection (Akira Tozawa e Kevin Steen), quando Tozawa fez o pin em Hero. Em 27 de maio, durante a primeira noite do All Star Weekend 8, Hero, sem sucesso, desafiou Castagnoli pelo PWG World Championship. Hero outra chance de disputar o PWG World Championship em 23 de julho no show do oitavo aniversário da PWG, mas foi novamente derrotado por Castagnoli. Em 20 de agosto, depois de Hero e Castagnoli serem eliminados da 2011 Battle of Los Angeles na primeira rodada, eles desafiaram os PWG World Tag Team Champions, The Young Bucks (Matt e Nick Jackson), para uma luta valendo o título. A luta, que aconteceu mais tarde naquela mesma noite, e os Kings of Wrestling perderam mais uma vez a chance de ganhar o PWG World Tag Team Championship. Hero fez um retorno não divulgada a PWG quatro meses depois, em 10 de dezembro, perdendo para Willie Mack, e depois realizou um discurso de despedida para os fãs presentes.

### Ring of Honor

#### Invasão da CZW (2005 – 2006)
Durante uma grande parte de 2006, Hero rivalizou com a Ring of Honor, que começou quando ele lançou um desafio para ROH no Cage of Death 7 em dezembro de 2005. Hero começou desafiando Bryan Danielson pelo ROH World Championship em 14 de janeiro no Hell Freezes Over, mas não conseguiu conquistar o título. Ele, junto com Necro Butcher, estavam participando de diversos eventos da Ring of Honor, onde geralmente eram expulsos por assédio aos wrestlers no meio de uma luta. Durante esta feud, Hero era retratado como um "hell" na ROH, quando ainda era um dos wrestlers favoritos dos fãs na CZW. Em 25 de fevereiro Hero, Necro Butcher, e a CZW tentaram invadir o vestiário do Fourth Anniversary Show da ROH, antes de serem expulsos por Samoa Joe. A feud veio à tona em 11 de março, quando ambas as promoções estavam no mesmo lugar, para co-promover uma noite durante o qual a ROH realizou o Arena Warfare e a CZW o When 2 Worlds Collide. Depois no vestiário a CZW adquiriu Samoa Joe e BJ Whitmer. Isto resultou em uma briga entre o vestiário da Ring of Honor e o vestiário da Combat Zone, e o roster da Combat Zone começou a destruir o ringue que a ROH havia montado, e a Ring of Honor expulsou a CZW da "sua casa". Hero e Necro Butcher foram no evento da ROH em Nova York em 25 de março, o Best in the World, para responder a um desafio feito por Adam Pearce, mas Hero e Butcher atacaram Pearce. Claudio Castagnoli apareceu e salvou Pearce.
No fim de semana seguinte, Hero e Necro novamente causaram uma interrupção durante os shows da ROH. Eles atacaram o comissario da ROH Jim Cornette, bem como Whitmer e Pearce. Eles também conseguiram, finalmente a atenção de Joe, que, pessoalmente, declarou guerra à CZW. Em 22 de abril, no show ROH 100 na Filadélfia, aconteceu uma luta entre o Team ROH (Joe, Whitmer e Pearce) e o Team CZW (Hero, Necro e Super Dragon). A equipe de Hero, Necro Butcher, e Super Dragon acabou vencendo evento principal, entre ROH vs CZW, durante a luta Castagnoli revelou sua fidelidade a Hero e a CZW, atacou Samoa Joe e depois ajudou Hero fazer o pin em Pearce. Em 15 de julho no ROH Death Before Dishonor IV, o Team CZW enfrentou novamente o Team ROH, só que desta vez aconteceu dentro da Cage of Death em uma five-on-five match. Hero tinha insinuado que ele tinha feito um negócio com um homem misterioso do Team ROH, que acabou sendo odiado pelo rival de Hero, Eddie Kingston. O homem era Bryan Danielson, e na tentativa para neutralizar Joe antes do seu combate pelo título, o Team ROH destraiu o Team CZW, e enquanto isso Homicide entra na Cage e faz o pin em Nate Webb. No dia seguinte, em seu newswire, a ROH afirmou que a guerra com a CZW tinha acabado graças a Homicide.
Apesar de ser forçado a sair da ROH, Hero invadiu os dois primeiros shows no Reino Unido em agosto e foi derrotado por Colt Cabana em uma singles match e mais tarde, Cabana, Nigel McGuinness e Robbie Brookside se juntaram em uma six man tag team match, onde Hero se juntou com Castagnoli e Chad Collyer. Em agosto de 2006, os cinturões do ROH World Tag Team Championship foram roubados dos campeões (Austin Aries e Roderick Strong). Hero revelou no LiveJournal que ele e Castagnoli foram os culpados e fizeram um desafio pelos títulos em 16 de setembro. Eles derrotaram Aries e Strong no Glory By Honor V Night 2 para se tornarem campeões. A ROH anunciou então que ao vencer os cinturões, Hero tinha se tornado um wrestler da ROH. Depois foi anunciado que Castagnoli tinha assinado um acordo de desenvolvimento com a WWE, e os Kings of Wrestling perderam os cinturões para Christopher Daniels e Matt Sydal em 25 de novembro no Dethroned.

#### Sweet N' Sour Inc. (2006 – 2009)

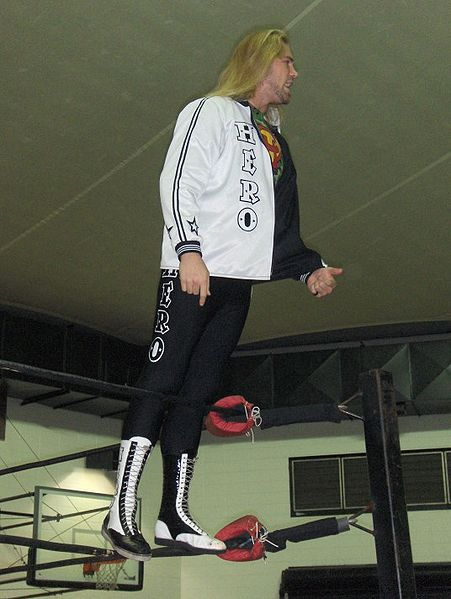
Hero fazendo sua entrada no ringue em 2008

Em 22 de dezembro no International Challenge Larry Sweeney fez sua estreia na ROH e  assistiu a Hero e Castagnoli derrotar os Briscoe Brothers. Na noite seguinte, em Manhattan, na Final Battle 2006, os Kings of Wrestling teve sua última luta juntos quando eles, com Larry Sweeney como manager, foram derrotados pelos Briscoe Brothers em uma revanche. Após a luta, Castagnoli anunciou que ele não estava indo mais para a World Wrestling Entertainment, e permaneceria na ROH como um dos Kings of Wrestling. Sweeney então disse que ele e Chris Hero tinham grandes planos para 2007, mas Castagnoli não foi incluído neles. Então, Hero foi forçado a escolher entre ficar com Castagnoli ou ir com Sweeney, ele apertou a mão de Castagnoli.
Hero tihha um relativo sucesso, com feuds notáveis, incluindo contra Nigel McGuinness e os Briscoe Brothers. Herói foi descrito por Sweeney como "o melhor atleta na Ring of Honor hoje", e era o membro com maior high-profile do Sweet 'N' Sour Incorporated. A Sweet N' Sour Inc. incluía Hero, Tank Toland, Bobby Dempsey e Sara Del Rey, com quem ocupou o não-oficial Intergender World Tag Team Championship. Hero desafiou Homicide pelo ROH World Championship, mas Hero acabou sendo derrotado, e brevemente reformou os Kings of Wrestling, em outra tentativa de ganhar o ROH World Tag Team Championship.
No Survival of the Fittest 2007, Hero eliminou Austin Aries, Roderick Strong, Claudio Castagnoli, Rocky Romero e Human Tornado para ganhar o torneio Survival of the Fittest. Como prêmio, Hero teve a chance de disputar o ROH Heavyweight Championship quando quisesse. Ele escolheu para desafiar o campeão, Nigel McGuinness, no Glory by Honor VI: Night One. Apesar de um bíceps rasgado, McGuinness aceitou o desafio. Hero conseguiu forçar McGuinness a desistir, mas a luta foi reiniciada, pois o árbitro percebeu que McGuinness tinha conseguido atingido as cordas. Após o reinício McGuinness fez Hero desistir e manteve o título de forma controversa. Em 27 de junho de 2008, Hero fez o pin no  FIP World Champion Roderick Strong em uma luta que não valia o cintirão com uma assistência de Sweeney. Em 28 de junho de 2008, durante uma série de vitórias, Hero derrotou Pelle Primeau em uma  Light's Out Match com uma assistência de Larry Sweeney e Sara Del Rey, apesar de interferência do ex-companheiro de equipe Sweet N'Sour Inc. Brent Albright. Em 26 de julho de 2008, Hero e seu companheiro de Sweet N'Sour Inc. Go Shiozaki foram derrotados por Roderick Strong e Naomichi Marufuji quando Strong fez o pin em Hero, após uma combinação de big boot com cradle backbreaker.
Durante 2008, Hero começou a usar um traje de luta mais tradicional e adotou um novo movimento de finalização o Rolling Elbow, ao ser apelidado de "That Young Knockout Kid" pelo seu empresário Larry Sweeney, que acabou deixando a empresa em abril de 2009. Depois de voltar de uma turnê da Pro Wrestling Noah no início de 2009, Hero começou a usar uma elbow pad, que ele alegou ter sido dada como um dom de Mitsuharu Misawa, para nocautear seus adversários e vencer as lutas. Em 8 de maio de 2009, Hero foi derrotado pelo  ROH World Champion Jerry Lynn em uma luta valendo o título. Em 25 de julho de 2009, em Toronto, Canadá, Hero venceu Lance Storm, o que pode ser considerada a maior vitória de sua carreira. Durante boa parte de 2009, Hero reacendeu uma velha rivalidade com Eddie Kingston, a quem ele derrotou em uma singles match em 26 de setembro no Glory By Honor VIII: The Final Countdown. Em 19 de dezembro de 2009, na Final Battle 2009, primeiro pay-per-view ao vivo da ROH, Kingston derrotou Hero em uma Fight Without Honor.

#### Reencontro dos Kings of Wrestling (2009 – 2012)

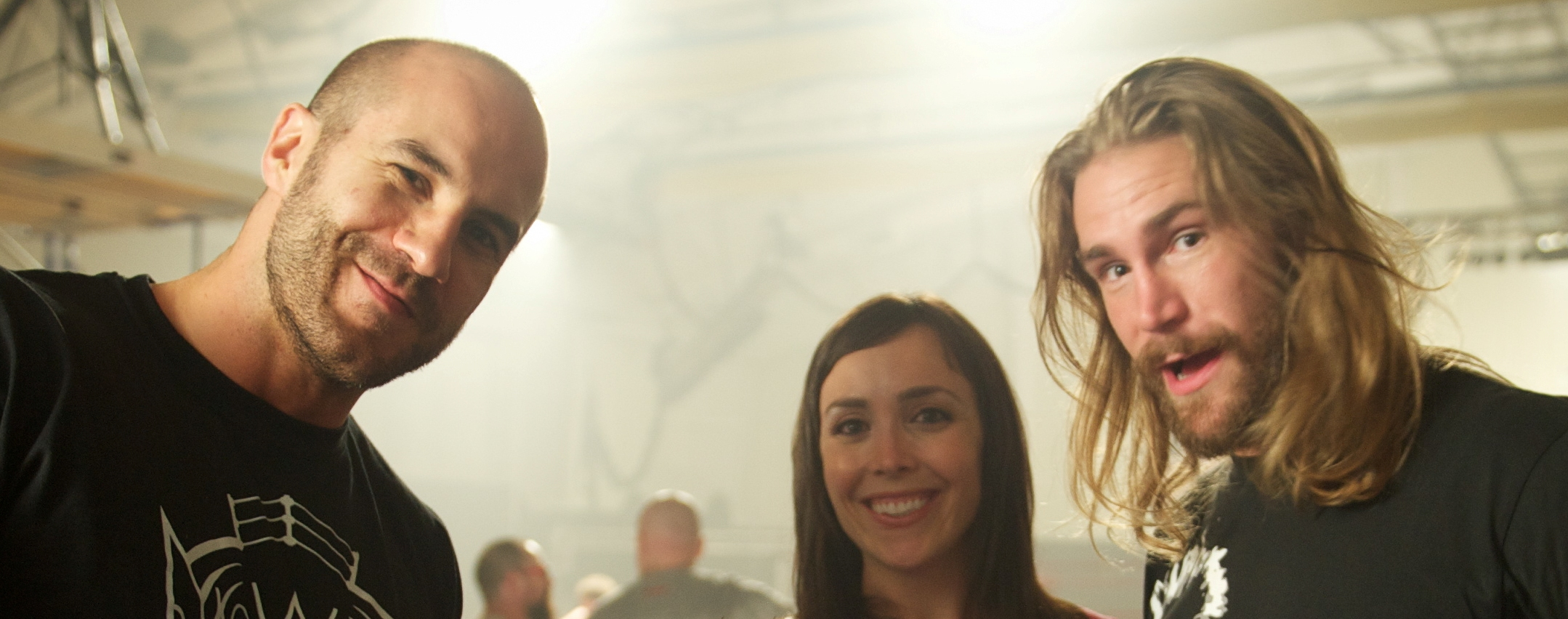
(Da esquerda para a direita) Claudio Castagnoli, Sara Del Rey e Chris Hero como os Kings of Wrestling, em 2011.

No final da Final Battle 2009, após os Briscoe Brothers derrotarem os  American Wolves (Davey Richards e Eddie Edwards) pelo ROH World Tag Team Championship, Hero reuniu com seu parceiro de Kings of Wrestling Claudio Castagnoli e juntos eles atacaram os novos campeões e em seguida, posaram com os cinturões. Os dois adotariam Shane Hagadorn como manager e Sara Del Rey como associada. Em 3 de abril de 2010, no The Big Bang! Hero e Castagnoli derrotaran os Briscoes para ganhar o ROH World Tag Team Championship pela segunda vez. No  pay-per-view seguinte, o Death Before Dishonor VIII em 19 de junho Hero e Castagnoli defenderam com sucesso os seus títulos contra os Briscoes em uma No Disqualification match. Em julho, a Ring of Honor anunciou o retorno do Tag Wars, onde doze tag teams iriam competir em três chaves para determinar, quais três iria desafiar os Kings of Wrestling em uma Ultimate Endurance match. Em 28 de agosto os Kings of Wrestling derrotaram The Dark City Fight Club (Jon Davis e Kory Chavis), The All Night Express (Kenny King e Rhett Titus) e os Briscoes na Ultimate Endurance match para ganhar o 2010 Tag Wars e manter o ROH World Tag Team Championship. Em 2 de setembro, foi anunciado que Hero havia assinado uma extensão de contrato com a Ring of Honor. Em 18 de dezembro na Final Battle 2010, os Kings of Wrestling terminaram sua rivalidade com os Briscoe Brothers em uma six man tag team match, onde Jay, Mark e seu pai Mike derrotaram Hero, Castagnoli e Shane Hagadorn.
Em 4 de janeiro de 2011 Hero e Castagnoli tornaram-se o mais longo reinado do ROH World Tag Team Championship, quebrando o recorde anterior de 275 dias, definido pelos Briscoe Brothers. Apesar de terem terminado a sua rivalidade com os Briscoe Brothers, eles já haviam começado outra rivalidade. Em 11 de setembro de 2010 no pay-per-view Glory By Honor IX, os Kings of Wrestling derrotaram a Wrestling's Greatest Tag Team (Charlie Haas e Shelton Benjamin) em uma luta que não valia o título na estreia da tag team na promoção. No entanto, em 28 de janeiro de 2011,a Wrestling's Greatest Tag Team derrotaram os Kings of Wrestling em uma luta que não valia o título no SoCal Showdown II. Em 26 de fevereiro no 9th Anniversary Show, Hero e Castagnoli defenderam com sucesso o ROH World Tag Team Championship contra The All Night Express. Em 1 de abril no Honor Takes Center Stage, os Kings of Wrestling perderam o ROH World Tag Team Championship para Charlie Haas e Shelton Benjamin, terminando o seu reinado que já durava 363 dias. Em 7 de maio no Revolution Canada, Hero sem sucesso desafiou o ROH World Champion Eddie Edwards pelo título. Os Kings of Wrestling receberam a sua revanche pelo ROH World Tag Team Championship em 13 de agosto, nas gravações do primeiro Ring of Honor Wrestling gravado pela Sinclair Broadcast Group, mas foram incapazes de recuperar os cinturões de Haas e Benjamin. Esta foi a última luta da tag na ROH, no mês seguinte, foi relatado que Castagnoli tinha assinado um contrato com a WWE.
Em 23 de dezembro na Final Battle 2011, Hero aceitou o Roderick Strong Invitational Challenge, perdendo para Strong após a interferência de seu manager, Truth Martini. Ele fez mais uma aparição pela empresa, em 20 de janeiro de 2012 no Homecoming, na Filadélfia. Lá, ele enfrentou um aliado de Strong, Michael Elgin, mas foi derrotado.

### Outras promoções
Hero lutou por diversas promoções de wrestling na europa, a mais notável é a westside Xtreme wrestling (wXw), com sede em Essen, Alemanha. Ele lutou em dezesseis países diferentes em todo o mundo: Austrália, Áustria, Bélgica, Canadá, Inglaterra, França, Alemanha, Itália, Japão, México, Holanda, Peru, Escócia, Espanha, Suíça, e claro, os Estados Unidos.
Em abril de 2007, Hero competiu no primeiro King of Europe Cup, como representante da CZW. Ele derrotou Claudio Castagnoli na primeira rodada, antes de ser derrotado por Doug Williams nas quartas. Em 6 de maio de 2007, Hero ganhou uma competição da wXw de prestígio internacional, o 16 Carat Gold Tournament, derrotando Ares nas finais.
Hero também retornou para a Austrália para lutar pela promoção PWA Queensland, para competir no torneio anual Rise of the Warriors, no qual ele também competiu em 2007. Hero chegou a final do torneio, que durou duas noites, mas perdeu para Esteban Molina. Ao longo do caminho, Hero derrotou Mason Childs, para quem perdeu a na final do torneio de 2007, Mark Davis, e Blakestone para chegar às finais. No ano anterior, ele derrotou Kyote, Damian Slater, e Ryan Eagles para chegar as finais.
Em janeiro de 2009, Hero retornou ao Japão para Pro Wrestling NOAH. Ele chegou a um acordo com o staff da Noah e foi lhe foi concedido uma estadia no dojo depois da turnê. Ele treinou ao lado de Richie Steamboat, e voltou para os EUA depois de cinco semanas no exterior. Hero voltou a Noah em junho de 2009 para uma turnê e ficou, mais uma vez, no dojo. Durante esta estadia, Hero lutou no evento onde um de seus ídolos, Mitsuharu Misawa, morreu durante a partida evento principal. Em janeiro de 2010 Hero e Claudio Castagnoli entraram na Global Tag League, mas acabaram perdendo todas as suas três lutas. Hero e Castagnoli voltou retornaram a Noah em 19 de novembro de 2010, para uma turnê de três semanas. Hero e Castagnoli ficaram invictos em partidas de tag team, antes de serem derrotados em 5 de dezembro, último dia da turnê, por Takuma Sano e Yoshihiro Takayama em uma luta pelo GHC Tag Team Championship. Os Kings of Wrestling voltaram para Noah em abril de 2011 para participar do 2011 Global Tag League, onde conseguiram vencer duas das suas sete lutas, terminando na sétima colocação.
Em 13 de março de 2010, Hero fez sua estreia pela Evolve Wrestling no Evolve 2: Hero vs. Hidaka, perdendo para Ikuto Hidaka no evento principal da noite. Em outubro de 2011, Spradlin participou das gravações da primeira temporada do Wrestling Retribution Project, onde atuou como Chris Hyde.

### World Wrestling Entertainment (2012 - 2013)

#### Florida Championship Wrestling e NXT (2012 - 2013)
Em junho de 2011, Spradlin e Castagnoli fizeram uma luta tryout pela WWE. Enquanto Castagnoli assinou imediatamente um contrato de desenvolvimento, Spradlin não assinou devido  o seu elevado nível natural de testosterona / epitestosterona o levou a falhar um teste de drogas de esteróides. Spradlin assinou um contrato em fevereiro de 2012 e foi designado para o território de desenvolvimento da WWE, a Florida Championship Wrestling (FCW). Em 16 de fevereiro, Spradlin adotou um novo ring name, Kassius Ohno. Spradlin fez sua estreia como Ohno em um live event da FCW, perdendo para Xavier Woods. Ohno fez sua estreia na FCW TV em 11 de março, quando ele se apresentou em uma promo. Sua luta de estreia aconteceu na semana seguinte, quando ele derrotou Xavier Woods. No episódio de 29 de abril, Ohno desafiou sem sucesso Seth Rollins pelo FCW Florida Heavyweight Championship.
Em 4 de julho de 2012, Spradlin, como Kassius Ohno, estreou no terceiro episódio da sexta temporada do WWE NXT gravado na Full Sail University, onde ele derrotou Mike Dalton.
No NXT ele passou por uma breve feud com William Reagal. Juntamente com Corey Graves, tentaram conquistar o NXT Tag Team Champions da Wyatt Family, mais sem sucesso. Em Outubro de 2013, após a WWE mandar ele ter mais forma física, e Chris não ter obedecido, foi demitido da WWE

## Outras Midias
Spradlin apareceu no programa australiano Border Security: Australia's Front Line, um programa semanal de televisão que detalha a imigração real e potencial e infracções personalizados em aeroportos e portos em toda a Austrália. Em 18 de dezembro de 2008, Spradlin tinha entrado na Austrália sem um visto de turista, que não permite que participe em espectáculos remunerados ou não, onde iria defendender o seu PWG World Championship na PWA Queensland no dia seguinte. Spradlin cooperou com os oficiais de imigração e depois de quatro horas foi autorizado a sair do aeroporto e entrar no país após o organizador do evento concordar em apoiá-lo em um visto de entretenimento, que foi aprovado pela imigração.
Spradlin também apareceu em um vídeo musical para a canção "The Ballad of Bruce Moose" da banda indie, Born Ruffians. No vídeo, Hero aparece executando um rolling elbow e um moonsault em câmera lenta.

## No wrestling
- Movimentos de finalização
  - Como Kassius Ohno
    - KO (Discus elbow smash)[130]
    - Ohno Blade (Inverted headlock seguido de um discus elbow smash na parte de trás da cabeça)[131]

  - Como Chris Hero
    - Cyclone Kill (Discus big boot)[3][135]
    - Hangman's Clutch (Stepover toehold inverted cravate)[2][3][136]
    - Hangman's Clutch II (Arm trap inverted cravate)[2][3][136]
    - Hangman's Clutch III (Inverted cravate / Standing leg grapevine)[136][137]
    - Hangman's Clutch Facebuster (Cravate twisted seguido de um sitout facebuster)[138]
    - Hero's Welcome Championship Edition (Wrist-lock scoop lift dropped seguido de um sitout scoop slam piledriver)[3]
    - Múltiplas variações de cutter
      - Death is Welcome (Lifting rolling)[2]
      - Hero's Welcome (Rolling,[2][3] às vezes, ao aplicar um hammerlock)[3]
      - Super Hero's Welcome (Jumping rolling)[3]

    - Múltiplas variações de elbow smash
      - Cerebral Cortex Rolling Elbow[139] / Death Blow[3][140] / Hangman's Elbow[141] (Discus na parte de trás da cabeça)
      - Discus, às vezes com uma carga da elbow pad[3]
      - Rip Cord Rolling Elbow (Wrist-lock transitioned seguido de um discus)[3][142]

    - Rivera cloverleaf[3] – Inovado; nomeado em homenagem a Jorge "Skayde" Rivera
    - Rubik's Cube (Electric chair driver)[3]
    - Stretch Plum Alpha (Stretch plum)[3][5][54][143]
- Movimentos secundários
  - Backward roll seguido de um standing corkscrew senton[75]
  - Cravate[2]
  - Cravate Buster (Three-quarter facelock neckbreaker)[144]
  - Cravate Countdown (Three-quarter facelock drop)[145]
  - Cravate Cutter (Diving somersault stunner)[2][136]
  - Cravate-O-Clasm (Three-quarter facelock iconoclasm)[137]
  - Double foot stomp, às vezes seguido de um senton[146]
  - Elbow smash[2]
  - Hero DDT (Spinning lifting DDT)[2][136]
  - Hero Sandwich (Swinging side slam backbreaker, às vezes, ao aplicar um hammerlock)[2][136]
  - Hero Sidekick (Running arched big boot enquanto o oponente nas cordas)[2][136]
  - Hero Stomp (Diving double foot stomp, às vezes, enquanto springboarding)[2][3]
  - Indian deathlock piledriver[2]
  - Johnny Saint special[2]
  - Jumping senton,[2] por vezes, precedido por um somersault[75]
  - Moonsault,[2] às vezes, enquanto standing[6]
  - Multiple forearm smashes[2]
  - Múltiplas variações de suplex
    - Crash Landing (Rolling release)[81][147]
    - Cravate[2] – Inovado
    - German[2]
    - Trapping[2]

  - Russ Abbot (Executa um leapfrog, rasteja entre as pernas do adversário, rola e executa um roll-up)[136]
  - Tracy Smothers (Rapid double palm strikes no peito do adversário nas cordas)[148]
  - Topé con Hero (Somersault topé através das segunda e terceira corda)[2]
- Alcunhas
  - "The Mack Daddy of the Cravate"[149]
  - "The Savior of CZW"[149]
  - "That Young Knockout Kid"[2]
- Manager
  - Dave Prazak[150]
  - Nadia Nyce[150]
  - Jim Fannin[150]
  - Larry Sweeney[2]
  - Sara Del Rey[2]
  - Shane Hagadorn[2]
  - Candice LeRae[150]
- Temas de entrada
  - "A Certain Shade of Green" por Incubus[6]
  - "Dead and Bloated" por Stone Temple Pilots[6]
  - "Holding Out For A Hero" por Bonnie Tyler[6]
  - "My Hero" por Foo Fighters[6]
  - "It's A Bird, It's A Plane" por Ralph Cardall[6]
  - "Kryptonite" por 3 Doors Down[6]
  - "Nobody's Real" por Powerman 5000[6]
  - "Smack My Bitch Up" por The Prodigy[6]
  - "Blind" por Korn[6]
  - "Double Dutch Bus" por Frankie Smith[6]
  - "Everyday I Love You Less and Less" por Kaiser Chiefs[6]
  - "Don't You Want Me" por The Human League[6]
  - "Requiem for a Tower (Holding Out For A Hero intro)" por Clint Mansell[6]
  - "Rock and Roll Part 2" por Gary Glitter[151]
  - "Rape Me" por Nirvana[151]
  - "The Stroke" por Billy Squier[151]
  - "Bomp" por Robin Klein e Scott Schreer[151]
  - "Sharp Dressed Man" por ZZ Top[6]
  - "Chris is Awesome!" por Viro the Vírus[151][152]
  - "We Are the Champions" por Queen (Usado enquanto tag team com Claudio Castagnoli)[6][13]
  - "KoW (Kings)" por Cody B. Ware, Emilio Sparks e J. Glaze (Usado enquanto tag team com Claudio Castagnoli)[153]

### Lutadores treinados por Spradlin
| - Absolute Andy - Adam Polak - Aero - Amasis - Andres Diamond - Andrew Patterson - Andy Sumner - Ares - Big Sick Ben - Chris Bernardi - Black Jack Marciano - Bryce Remsburg - Chris Kole - Claudio Castagnoli - Crew Spence - Crossbones - Cuefa | - Danny Havoc - Darksoul - Dragon Dragon - Drake Younger - Drew Gulak - Eddie Kingston - Emil Sitoci - Fire Ant - Frightmare - Gran Akuma - Guy Alexander - Hallowicked - Hydra - Icarus - J. C. Bailey - Jigsaw - Kaio | - Kobra - Lance Steel - Larry Sweeney - Lazio - Lince Dorado - Marc Roudin - Marty Fabz - Mickie Knuckles - Mr. Excellent - Nadia Nyce - Ophidian - Orange Cassidy - Orion - Ravage - Red Devil - Shane Storm | - Reed Bentley - Scorpion - ShareCropper - Soldier Ant - Tassilo Jung - Terry Daniels - tHURTeen - Tim Donst - Tommy End - Trik Davis - UltraMantis Black - Vin Gerard - Vries Kastelein - Wesley Croton - Worker Ant |

## Títulos e prêmios
- Alternative Championship Wrestling
  - ACW Heavyweight Championship (1 vez)[2][6]
- Chikara
  - Chikara Campeonatos de Parejas (1 vez) – com Claudio Castagnoli[6][13]
  - Tag World Grand Prix (2006) – com Claudio Castagnoli[6][13]
- Combat Zone Wrestling
  - CZW Iron Man Championship (1 vez)[2][6]
  - CZW World Heavyweight Championship (1 vez)[2][6]
  - CZW World Tag Team Championship (2 vezes) – com Claudio Castagnoli[2][6]
  - Last Team Standing (2006) – com Claudio Castagnoli[2]
- Coliseum Championship Wrestling
  - CCW Heavyweight Championship (3 vezes)[6]
  - CCW Tag Team Championship (1 vez) – com John Caesar[6]
- Garage Professional Wrestling
  - GPW Heavyweight Championship (1 vez)[6][156]
- Hard Core Wrestling
  - HCW Tag Team Championship (1 vez) – com Danny Blackheart[2]
- Impact Championship Wrestling
  - ICW Heavyweight Championship (1 vez)[2]
- Independent Wrestling Association East Coast
  - IWA East Coast Heavyweight Championship (2 vezes)[6]
- Independent Wrestling Association Mid-South
  - IWA Mid-South Heavyweight Championship (4 vezes)[2][6]
  - Strong Style Tournament (2005)[6]
  - Sweet Science Sixteen (2000)[2][6]
- Juggalo Championship Wrestling
  - JCW Tag Team Championship (1 vez) – com Claudio Castagnoli[157]
- NWA West Virginia / Ohio
  - NWA WV/OH Junior Heavyweight Championship (1 vez)[2]
- Northern States Wrestling Alliance
  - NSWA Heavyweight Championship (1 vez)[2][6]
- Pro Wrestling Guerrilla
  - PWG World Championship (1 vez)[6]
- Pro Wrestling Illustrated
  - PWI o colocou na #36ª posição dos 500 melhores lutadores individuais em 2011.[158]
- Ring of Honor
  - Undisputed World Intergender Heavyweight Tag Team Championship (1 vez) – com Sara Del Rey1[2][6]
  - ROH World Tag Team Championship (2 vezes) – com Claudio Castagnoli[2][6][79]
  - Survival of the Fittest (2007)[2][6]
  - Tag Wars (2010) – com Claudio Castagnoli[100]
- SoCal UNCENSORED Awards
  - Luta do Ano (2008) vs. Low Ki no PWG 2008 Battle of Los Angeles[159]
  - Luta do Ano (2009) vs. Bryan Danielson no PWG Guerre Sans Frontières[159]
- Unified Championship Wrestling
  - UCW Television Championship (1 vez)[2][6]
- Violent Championship Wrestling
  - VCW Tag Team Championship (2 vezes) – com Porno the Clown[2][6]
  - VCW Triple Threat Championship (2 vezes)[2][6]
- westside Xtreme wrestling
  - wXw World Heavyweight Championship (1 vezes)[2][6][160]
  - wXw Tag Team Championship (1 vez) – com Marc Roudin[2][6][160][161]
  - 16 Carat Gold Tournament (2007)[2][6]
- Wrestling Observer Newsletter
  - Tag Team do Ano (2010) - com Claudio Castagnoli[162]
- Xtreme Intense Championship Wrestling
  - XICW Heavyweight Championship (1 vez)[6]
- Outros títulos
  - Jeff Peterson Cup (2007)[6]

1Campeonato não reconhecido oficialmente pela Ring of Honor.

### Luchas de Apuestas
| Aposta | Vencedor   | Perdedor | Localidade              | Data                   | Notas               |
| ------ | ---------- | -------- | ----------------------- | ---------------------- | ------------------- |
| Mask   | Chris Hero | Equinox  | Hellertown, Pensilvânia | 17 de novembro de 1993 | Hair vs. Mask match |